# Mischocyttarus flavicornis
Mischocyttarus flavicornis är en getingart som beskrevs av Zikan 1935. Mischocyttarus flavicornis ingår i släktet Mischocyttarus och familjen getingar. Utöver nominatformen finns också underarten M. f. nigricornis.